# Maison du coseigneur
La maison du coseigneur est le vestige d'une ancienne demeure noble. Elle est située sur la commune de Roquefort, dans le département français des Landes.

## Présentation
Les vestiges de la maison du coseigneur, située à mi-distance entre l'église Sainte-Marie et le château de Marsan, gardent peu de traces de son passé prestigieux : les moulures d'une fenêtre du XVe siècle et un portail remanié, dont le blason a disparu.

### Historique
Roquefort est au Moyen Âge une coseigneurie, c'est-à-dire une seigneurie tenue en indivision, sans doute depuis la séparation en deux branches du lignage d'origine de la famille de Marsan : la branche aînée, dont sont issus les vicomtes de Marsan, et la branche cadette, dont plusieurs seigneurs successifs s'appellent Arnaut-Guilhem, parmi lesquels le troubadour Arnaut-Guilhem de Marsan.
La coseigneurie de Roquefort couvre alors 7000 hectares et s'étend sur les paroisses voisines devenues de nos jours les communes de Lencouacq, Bourriot-Bergonce, Vielle-Soubiran, Saint-Gor, Bostens, Pouydesseaux, Cachen, Sarbazan, Arue, Bélis, une partie de Saint-Justin, une partie de Lucbardez-et-Bargues. Elle est limitée à l'est par la vicomté de Gabardan.
La maison du coseigneur se trouve à l'intérieur de la première enceinte de la ville, datant vraisemblablement du XIIIe siècle. En 1530, le roi François Ier et sa nouvelle épouse Éléonore de Habsbourg y auraient passé la nuit du lendemain de leurs noces, célébrées dans l'abbaye de Beyries, près du Frêche, tandis qu'une partie de cour logeait dans la maison forte de Tampouy.